# Next Space Technologies for Exploration Partnerships
Pour le système d'exploitation informatique, voir NeXTSTEP.

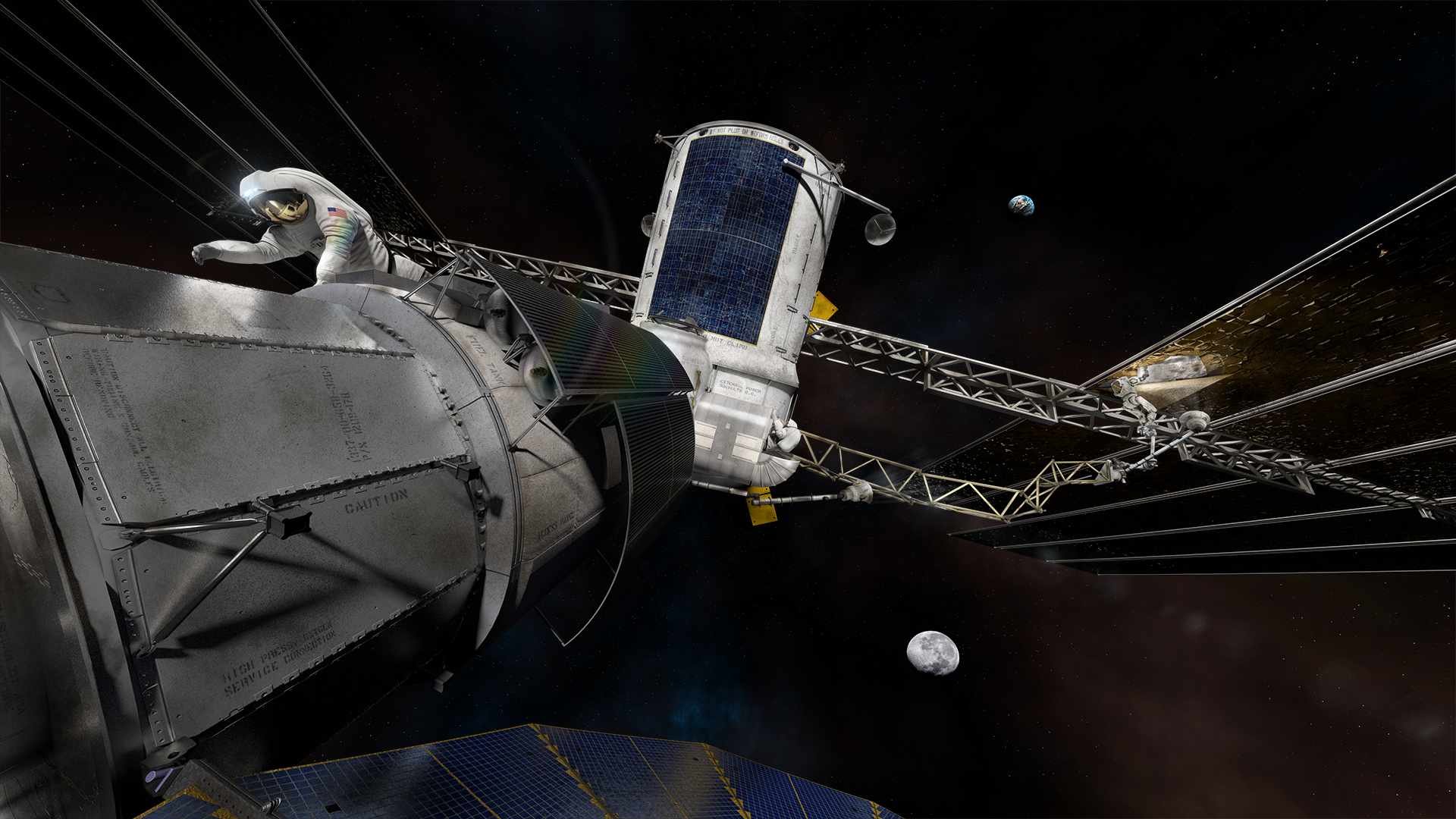
Module habitable pour l'espace profond.

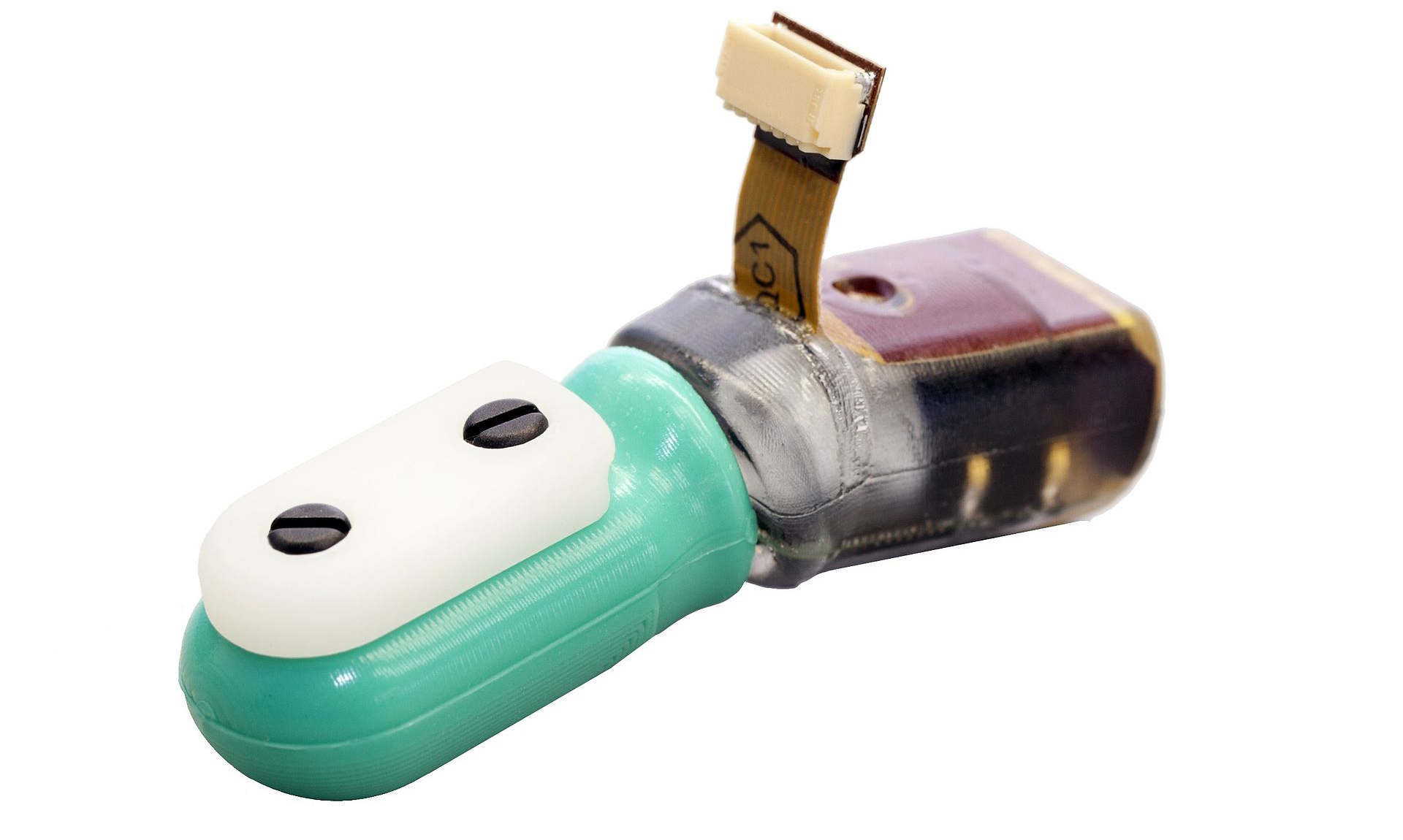
Pour les missions longues, il est nécessaire de disposer d'équipements permettant de fabriquer des pièces détachées comme ce capteur de contact.

Next Space Technologies for Exploration Partnerships, généralement désigné par son acronyme NextSTEP, est un programme de l'agence spatiale américaine, la NASA, dont l'objectif est de développer les capacités de son programme spatial habité en ayant recours à des partenariats avec l'industrie. Les sociétés sélectionnées doivent participer dans des proportions variables au financement des recherches. Le programme consiste à des travaux de recherche appliquée sur des sujets choisis par l'agence spatiale. Les partenaires industriels sont sélectionnés par la NASA à partir des réponses apportées à des appels à propositions de l'agence spatiale. La première implémentation du programme NextSTEP-1 a abouti en avril 2015 à la sélection de 12 sociétés qui ont réalisé des études sur l'habitat, la propulsion et les nano-satellites. NextSTEP-2 (premier appel à propositions en septembre 2016) porte sur la conception d'un module d'habitation pour l'espace profond, d'un équipement d'utilisation des ressources in situ et d'un vaisseau permettant à un équipage d'atterrir sur la Lune (Human Landing System) pour le programme Artemis. Le budget alloué pour le programme se monte à quelques dizaines de millions US$ par an. Le programme est géré par l'Advanced Exploration Systems Division de la NASA.

## NextSTEPS-1
La NASA sélectionne en avril 2015 12 entreprises pour effectuer des recherches dans trois domaines (programme NextSTEPS-1),.

### Propulsion électrique pour mission habitée
Recherche sur la propulsion électrique  dans la gamme des 50-300 kW pour répondre aux besoins des missions vers l'espace lointain (au-delà de l'orbite basse). Les moteurs existants ont une puissance limitée à 5 kW et des moteurs d'une puissance de 40 kW sont en cours de développement. Les projets de trois entreprises ont été financés pour une somme comprise entre 0,4 et 3,5 millions US$ pour une période de trois ans : Ad Astra Rocket Company (en) de Webster, Texas, Aerojet Rocketdyne de Redmond, Washington et MSNW LLC de Redmond, Washington,.

### Module d'habitation
Recherche sur un module d'habitation en espace profond et ses équipements destiné à permettre à un équipage de quatre personnes de séjourner durant 60 jours sur une orbite lunaire. Les projets de sept entreprises ont été financés pour une somme comprise entre 0,4 et 1 million US$ pour une période de 12 mois : Bigelow Aerospace LLC de Las Vegas (Nevada), Boeing Company de Pasadena (Texas), Dynetics Inc. de Huntsville (Alabama), Hamilton Sundstrand Space Systems International de Windsor Locks (Connecticut), Lockheed Martin Space Systems de Denver (Colorado), Orbital ATK de Dulles (Virginie) et Orbital Technologies Corporation de Madison (Wisconsin),.

### CubeSats
Conception et fabrication de deux CubeSats destinés à être lancés en orbite lunaire avec la mission Artemis 1. Les projets de deux entreprises ont été financés pour une somme comprise entre 1,4 et 7,9 millions US$ : Lockheed Martin Space Systems de Denver (Colorado) et Université d'État de Morehead de Morehead (Kentucky),.

## NextSTEPS-2

### Module d'habitation en espace profond
La première sélection de NextSTEP-2 est effectuée en août 2016 et porte sur la conception d'un module d'habitation en espace profond pouvant être mis en œuvre durant une mission vers Mars. Six sociétés ont été sélectionnées pour développer des prototypes au sol et/ou réaliser des études sur une période de 12 mois. Le budget alloué à ces recherches est de 65 millions US$ pour 2016 et 2017. Les sociétés retenues sont : Bigelow Aerospace de Las Vegas, Boeing de Pasadena (Texas), Lockheed Martin de Denver, Orbital ATK de Dulles (Virginie), Sierra Nevada Corporation de Louisville (Colorado) et Nanoracks (en) de Webster (Texas).

### Équipement d'utilisation des ressources in situ

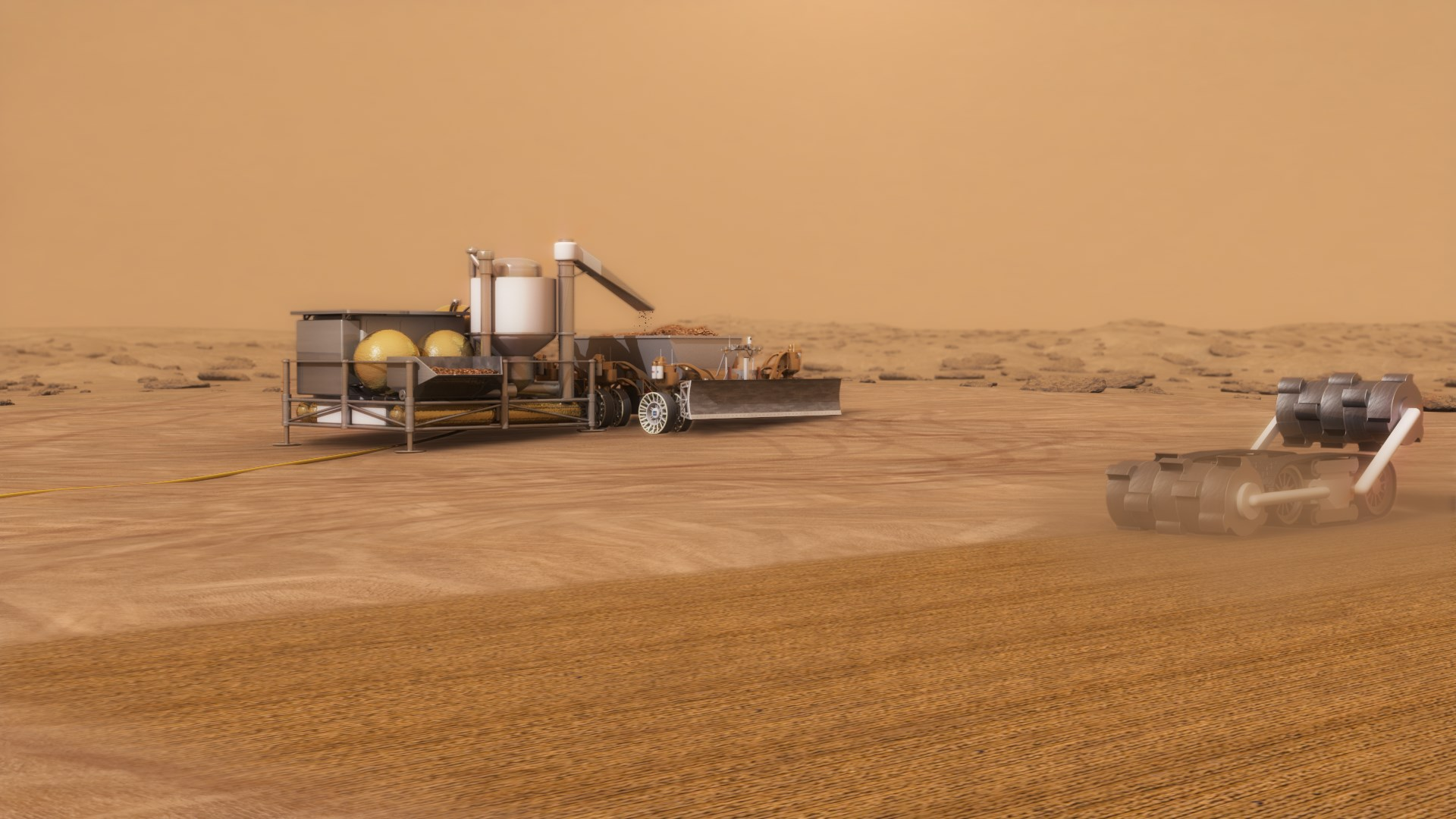
Équipement d'exploitation de ressources in situ (ici sur Mars).

Une deuxième sélection est effectuée en décembre 2017 pour concevoir un équipement d'utilisation des ressources in situ (production d'eau à partir du régolithe lunaire et martien, production d'oxygène et de méthane à partir de l'atmosphère martienne, etc.). En effet, plusieurs composants technologiques de ce type d'équipement ont un niveau de maturité insuffisant pour permettre leur utilisation. La NASA dispose d'une budget de 10,2 millions US $ pour financer ces recherches. Trois sociétés ont été sélectionnées pour fournir un prototype sous 18 mois : Interlog de Anaheim (Californie), Techshot de Greenville (Indiana) et Tethers Unlimited de Bothell (Washington),.

### Vaisseau lunaire

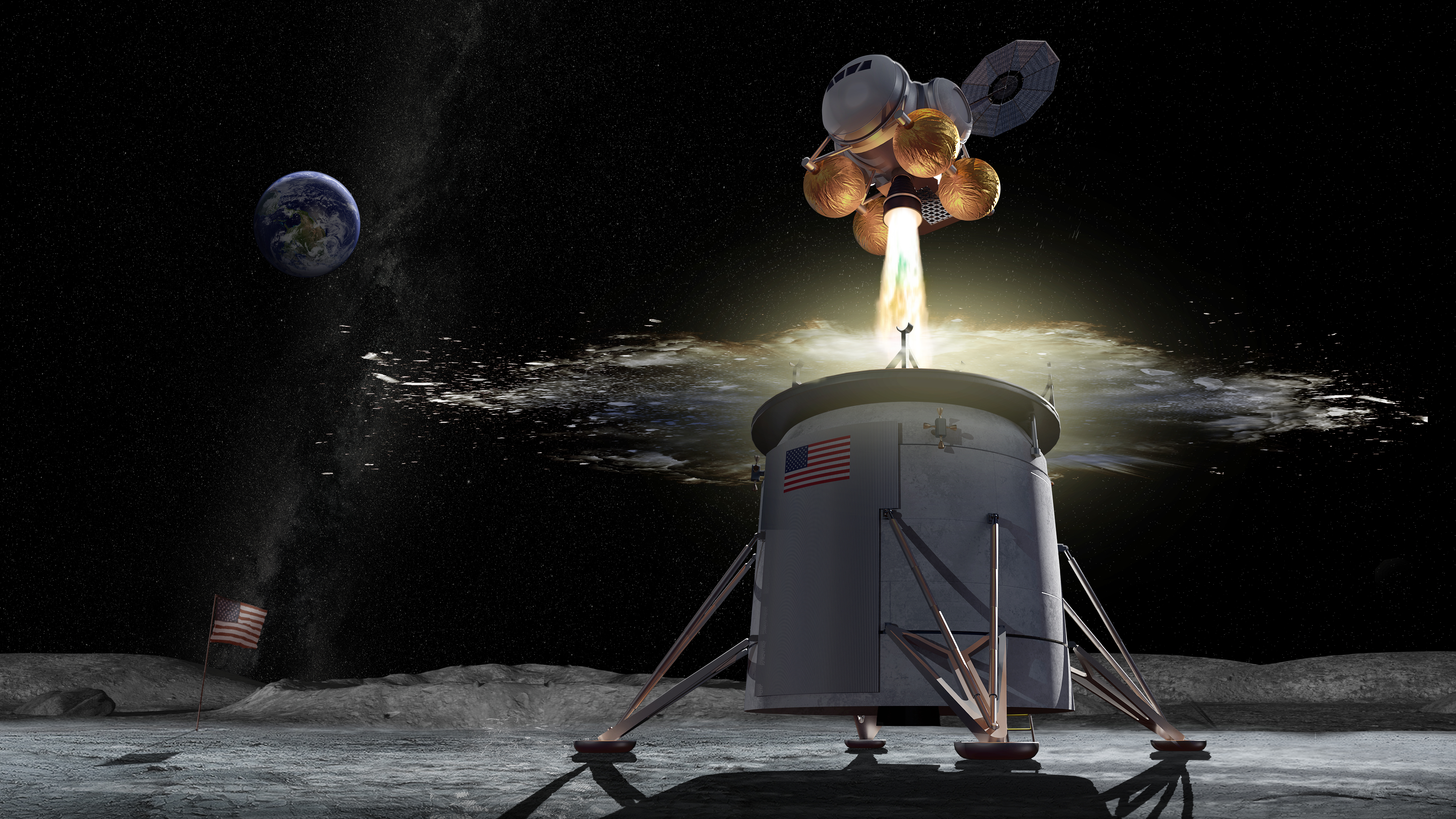
Vaisseau lunaire.

Après un lancement à propositions diffusé en février 2019, la NASA sélectionne en mai de la même année 11 sociétés pour l'étude et la construction d'un prototype de vaisseau spatial destiné à amener un équipage sur le sol lunaire dans le cadre du programme Artemis. Le vaisseau doit prendre en charge le transfert depuis la station spatiale lunaire jusqu'à l'orbite basse lunaire, l'atterrissage au sol et le retour en orbite. Les travaux portent également sur un système de ravitaillement (vaisseau réutilisable). Une enveloppe totale de 45,5 millions US$ est débloqué pour cette phase de l'étude. Les sociétés sélectionnées sont tenues de participer financièrement au moins à hauteur de 20%. Elles doivent fournir sous six mois soit des études soit un prototype. Les sociétés retenues à la suite de l'appel à propositions sont : 
- Aerojet Rocketdyne (Canoga Park, Californie) : étude d'un module de transfert orbital ;
- Blue Origin (Kent, Washington) : Étude d'un module de descente, étude et prototype d'un module de transfert orbital ;
- Boeing (Houston) : étude et prototypes (2) d'un module de descente, étude et prototype d'un module de transfert orbital, étude et prototype d'un système de ravitaillement ;
- Dynetics (Huntsville, Alabama) : étude et prototypes (5) d'un module de descente ;
- Lockheed Martin (Littleton, Colorado) : étude et prototypes (4) d'un module de descente, étude d'un module de transfert orbital, étude  d'un système de ravitaillement ;
- Masten Space Systems (Mojave, Californie) : prototype d'un module de descente ;
- Northrop Grumman (Dulles, Virginie) : étude et prototypes (4) d'un module de descente, étude et prototype d'un système de ravitaillement ;
- OrbitBeyond (en) (Edison, New Jersey) : deux prototypes d'un système de ravitaillement ;
- Sierra Nevada Corporation (Louisville, Colorado et Madison, Wisconsin) : étude et prototype d'un module de descente, étude et prototype d'un module de transfert orbital, étude d'un système de ravitaillement ;
- SpaceX (Hawthorne, Californie) : étude d'un module de descente ;
- SSL (Palo Alto, Californie) : étude et prototype d'un système de ravitaillement.

### Documents de références
- (en) « NextSTEP A: Habitation Systems », NASA (consulté le 15 décembre 2019) — Appel à proposition habitat en espace profond
- (en) « NextSTEP B: FabLab », NASA (consulté le 15 décembre 2019) — Appel à proposition laboratoire de fabrications
- (en) « NextSTEP C: Power and Propulsion Element Studies », NASA (consulté le 15 décembre 2019) — Appel à proposition système de propulsion électrique
- (en) « NextSTEP D: In Situ Resource Utilization Technology », NASA (consulté le 15 décembre 2019) — Appel à proposition système utilisation des ressources in situ
- (en) « NextSTEP E: Human Landing System Studies, Risk Reduction, Development, and Demonstration », NASA (consulté le 15 décembre 2019) — Appel à propositions vaisseau lunaire
- (en) « NextSTEP F: Logistics Reduction in Space by Trash Compaction and Processing System (TCPS) », NASA (consulté le 15 décembre 2019) — Appel à propositions traitement des déchets
- (en) « NextSTEP G: Space Relay Partnership and Services Study », NASA (consulté le 15 décembre 2019) — Appel à propositions étude des communications spatiales futures
- (en) « NextSTEP H: Human Landing System », NASA (consulté le 15 décembre 2019) — Appel à propositions vaisseau lunaire
- (en) « NextSTEP H: Human Landing System », NASA (consulté le 15 décembre 2019) — Appel à propositions vaisseau lunaire
- (en) « NextSTEP J - Opportunities to Stimulate Demand in Low Earth Orbit through Applied Research », NASA (consulté le 15 décembre 2019) — Etude de marché orbite basse
- (en) « NextSTEP K: Commercial Destination Development in Low-Earth Orbit (LEO) Free Flyer », NASA (consulté le 15 décembre 2019) — Etude de marché orbite basse